# Dina Kočetkova
Dina Anatol'evna Kočetkova (in russo Дина Анатольевна Кочеткова?; 27 luglio 1977) è un'ex ginnasta russa.

## Palmarès

### Olimpiadi
- 1 medaglia:
  - 1 argento (Atlanta 1996 a squadre)

### Mondiali
- 5 medaglie:
  - 2 ori (Brisbane 1994 nel corpo libero; Porto Rico 1996 nella trave)
  - 3 bronzi (Dortmund 1994 a squadre; Brisbane 1994 nel concorso completo; Brisbane 1994 nelle parallele asimmetriche)

### Europei
- 5 medaglie:
  - 3 argenti (Stoccolma 1994 a squadre; Stoccolma 1994 nel concorso completo; Birmingham 1996 a squadre)
  - 2 bronzi (Stoccolma 1994 nel corpo libero; Birmingham 1994 nel corpo libero)